# Sveti Sabin
Sveti Sabin (lat.: Sabinus, it.: Savino ali Sabino), škof v Piacenzi (San Savino di Piacenza), rojen leta 333 v Milanu, je bil prijatelj in sodelavec svetega Ambroža, milanskega škofa.
S svetim Ambrožem je izmenjal vrsto pisem o zaščiti krščanstva pred hereziji, kasneje pa je tudi sodeloval pri urejanju Ambroževih originalnih zapisov. Leta 372 ga je kot milanskega diakona papež Damaz I. poslal na koncil v Antiohijo (danes Turčija), na katerem se je boril proti naukom Malencija in Ariancev. Leta 376 je bil posvečen v škofa v Piacenzi, škofovsko službo je opravljal 45 let. Na koncilu v Ogleju leta 381 se je skupaj s prijateljem sv. Ambrožem zavzemal za sprejem sklepov Prvega nicejskega koncila. Umrl je v Piacenzi, 11. decembra 420. 
V času škofovanja je dal v mestu zgraditi cerkev, posvečeno svetim apostolom, v kateri je tudi pokopan. Od osmega stoletja dalje nosi cerkev njegovo ime (basilica di San Savino) in v njej hranijo tudi nekatere njegove relikvije.

## Legenda
Po legendi naj bi Sabin med veliko poplavo v reko Pad vrgel pisno zahtevo, naj se reka umakne in ne ogroža več ljudi in njiv. Reka naj bi se takoj umirila in se vrnila v svojo strugo, zato velja sv. Sabin tudi za priprošnika zoper poplave.

## Češčenje/običaji
V Piacenzi svetega Sabina tradicionalno vsako leto slavijo 17. januarja, v mestu Caselle Landi, katerega zavetnik je, pa vsako četrto nedeljo v oktobru.